# Dare (Ort)
Dare ist ein osttimoresischer Ort südlich der Landeshauptstadt Dili. Er liegt im Osten des Sucos Dare (Verwaltungsamt Vera Cruz, Gemeinde Dilil). Dare bedeutet auf Mambai „Zitronenbaum“.

## Geographie und Einrichtungen

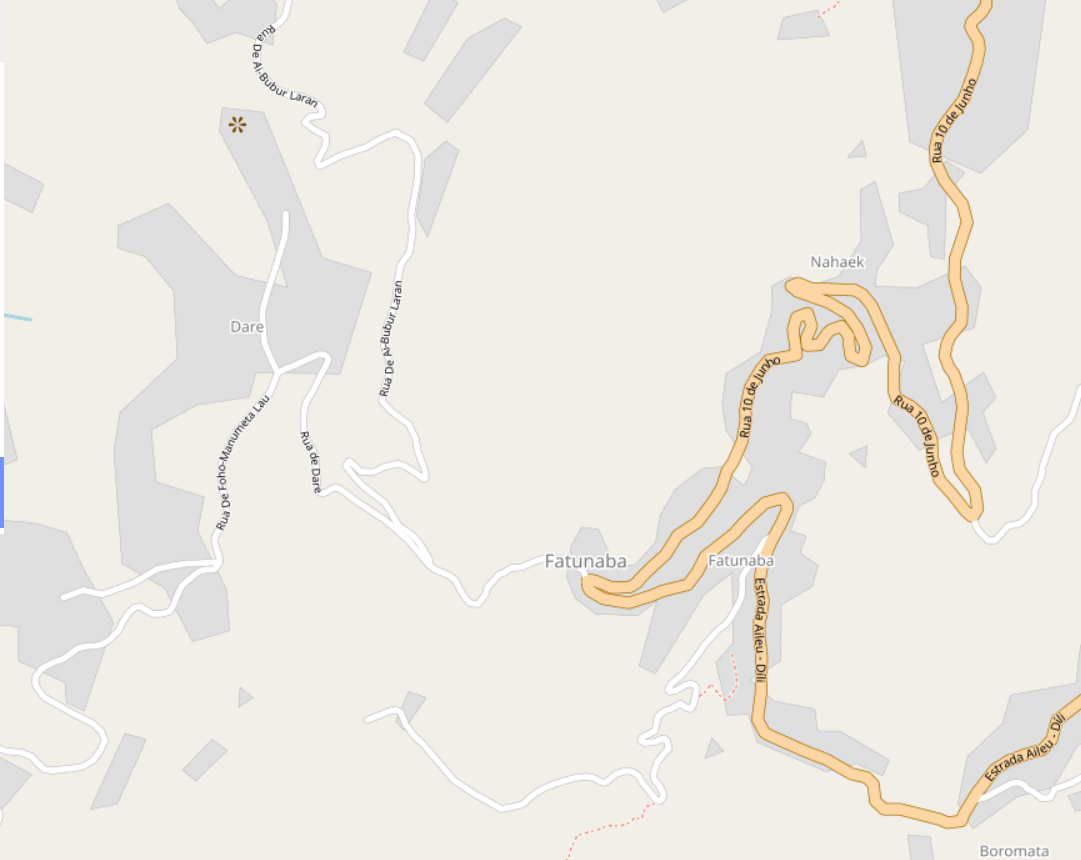
Straßenkarte der Dörfer Dare, Fatu Naba und Nahec

Dare befindet sich vier Kilometer vom Zentrum der Landeshauptstadt Dili entfernt im schnell ansteigenden Hügelland. Trotz ihrer Nähe zur Küste liegt Dare bereits 528 m über dem Meeresspiegel. Das Ortszentrum liegt in der Aldeia Fila Beba Tua, die Pfarrkirche São Francisco Xavier weiter nördlich, in der Aldeia Fuguira/Bauloc.
Weiter im Norden liegt das katholische Schulzentrum mit der Grundschule, der Escola Primaria Katolica Dare und einer Prä-Sekundarschule. Seit 1951 befindet sich das Priesterseminar Nossa Senhora da Fatima in Dare. Im Ortszentrum im Süden gibt es eine Krankenstation.
Das Australische Mahnmal in Dare für die Schlacht um Timor im Zweiten Weltkrieg befindet sich östlich des Ortszentrum, am Ortsrand von Fatu Naba.

## Geschichte

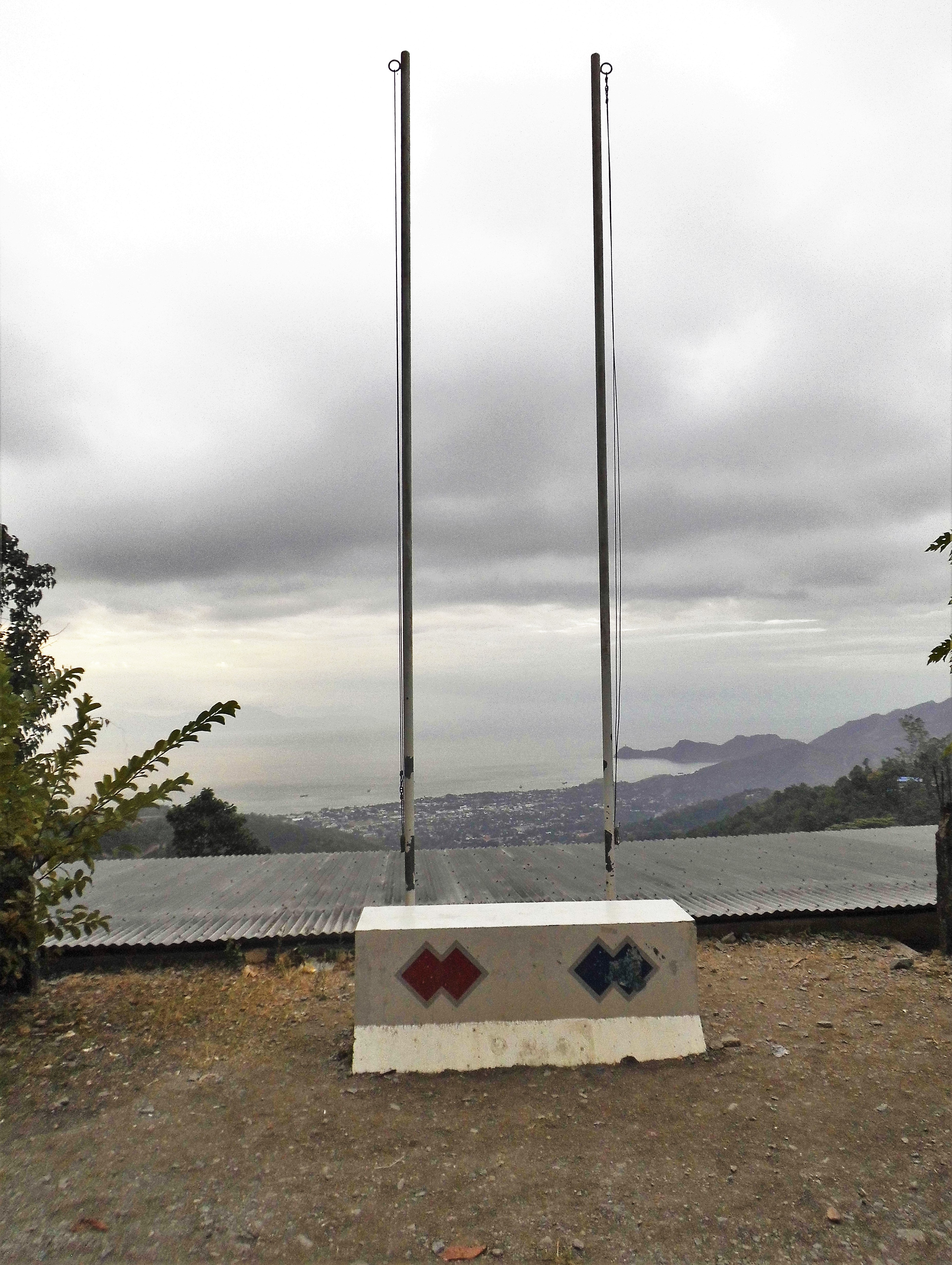
Australisches Mahnmal zum Zweiten Weltkrieg

Am 10. Juni 1980 griffen FALINTIL-Einheiten unter anderem militärische Einrichtungen der indonesischen Besatzung in Dare und Fatu Naba an. Es war der erste größere Angriff, auch levantamento (portugiesisch Erhebung, Aufstand) genannt, seit 1978. Das indonesische Militär tötete daraufhin als Vergeltung über 100 Menschen, die in der Nähe des Überfallsorts lebten, und folterte oder verbannte Angehörige von Widerstandskämpfern auf die als Gefängnisinsel benutzte Insel Atauro.
1999 kam es während der Gewaltwelle nach dem Unabhängigkeitsreferendum zu massiven Ausschreitungen in Dare. Von „wahllosem Töten“ durch pro-indonesische Milizen und indonesische Spezialeinheiten wurde berichtet.